# NCT (musikgrupp)
NCT (hangul: 엔씨티) är ett sydkoreanskt pojkband bildat år 2016 av SM Entertainment. NCT är en förkortning av Neo Culture Technology. Gruppen har inget fast antal medlemmar utan är avsedd att fortsätta växa med fler medlemmar som kan delas upp i olika undergrupper. Från 2020 består NCT av totalt 23 medlemmar som är aktiva i en eller flera av fyra undergrupper:
NCT U debuterade i april 2016. Gruppen har ingen permanent uppsättning medlemmar utan är öppen för alla i NCT. Den används för att ge ut musik gjord av växlande kombinationer av medlemmar.
NCT 127 debuterade i juli 2016. Gruppen är baserad i Seoul och har fått sitt namn från stadens position på longitud 127. Medlemmarna i undergruppen är: Johnny, Taeyong, Doyoung, Yuta, Jaehyun, Jungwoo, Mark och Haechan.
NCT Dream debuterade i augusti 2016. Gruppen var ursprungligen avsedd för NCT:s yngsta medlemmar, som lämnade gruppen när de blev äldre. I april 2020 omvandlades NCT Dream till en grupp med en permanent uppsättning medlemmar. Medlemmarna i NCT dream är: Mark, Renjun, Jeno, Jaemin, Haechan, Chenle och Jisung.
WayV (kinesiska: 威神V, WeiShenV) debuterade i januari 2019 och är en grupp avsedd för den kinesiska marknaden. WayV utgörs av medlemmarna Kun, Ten, Winwin, Xiaojun, Lucas, Hendery och YangYang. 
NCT Wish debuterade i Februari 2024 med singelalbumet 'Wish' och är avsedda för den japanska marknaden. NCT wish formades på överlevnadsshowen 'Lastart' där deras slutliga lineup bestämdes 2 December 2023. NCT wish består av medlemmarna Sion, Riku, Yushi, Jaehee, Ryo, och Sakuya.
Begreppet "kulturteknologi" som gett NCT dess namn används av SM Entertainment för att beskriva bolagets metod att anpassa sin k-pop efter den region den är avsedd att marknadföras i. SM Entertainment har i enlighet med denna tanke planer på att utöka NCT med ytterligare undergrupper inriktade på Japan och olika länder i Sydostasien och Latinamerika.

## Historia

### NCT U

#### 2016–2017: Bakgrund och debut med "The 7th Sense" och "Without You"
Den 27 januari 2016 presenterade SM Entertainment den nybildade gruppen NCT. De första medlemmarna i debutgruppen NCT U, Jaehyun och Mark, introducerades med teaserbilder den 4 april 2016. Detta följdes upp av individuella teasers även för övriga medlemmar Taeyong, Ten, Doyoung, och Taeil under de kommande två dagarna. Även individuella videoteasers släpptes för medlemmarna i gruppen.
Den 8 april 2016 släpptes teasern för "Without You". Den 9 april 2016 debuterade gruppen med sin första singel "The 7th Sense". Följande dag släpptes även singeln "Without You". NCT U debuterade i Kina samma dag när de framförde båda singlarna live vid Top Chinese Music Awards 2016. Den kinesiska versionen av "Without You" släpptes den 11 april och framförs av Jaehyun, Doyoung och Taeil, tillsammans med Kun, som dock inte blev officiell medlem i NCT förrän 2018. Gruppen släppte även en dansvideo för singeln "The 7th Sense". De debuterade i Music Bank på KBS med båda singlarna den 15 april 2016, i Show! Music Core på MBC den 16 april 2016,, i Inkigayo på SBS den 17 april, samt i M! Countdown på Mnet den 21 april. Gruppen nominerades till första pris vid Inkigayo den 24 april men förlorade till Block B.
Den 16 april 2016 hade NCT Life premiär, ett reality-program på sex avsnitt som följer gruppen under en period i Bangkok i Thailand. Gruppen spelade in en liknande TV-serie baserad i Seoul som sändes i maj 2016. Gruppen var modeller för juniupplagan av den koreanska tidningen The Celebrity, samma månads upplaga av CeCi, samt medverkade i @star1. Den 9 juli 2016 släppte Doyoung låten "Cool" framförd tillsammans med sångaren Key från pojkbandet SHINee, en låt som är OST till TV-dramat 38 Revenue Collection Unit. NCT U deltog i SMTOWN Live Tour tillsammans med andra artister från SM Entertainment i Osaka den 16-17 juli 2016 och i Tokyo den 13-14 augusti 2016. Den 27 juli 2016 hade danstävlingen Hit the Stage premiär på TV-kanalen Mnet och i den deltog bland annat NCT-medlemmen Ten.

#### 2018–idag: SM Station, NCT 2018 och NCT 2020
Singeln "Timeless" släpptes 12 januari 2018 genom SM Entertainments musikprojekt Station. "Timeless" blev NCT U:s första singel efter "Without You", och framfördes precis som den av Taeil, Doyoung och Jaehyun.
Videon "NCT 2018 Yearbook #1" som släpptes 30 januari visade alla dåvarande medlemmar och introducerade de nya medlemmarna Kun, Jungwoo och Lucas. NCT 2018-projektet samlade alla nu sammanlagt 18 NCT-medlemmar för ett gemensamt album med sex tillhörande musikvideor. Projektet inleddes med NCT U:s nya låt "Boss", som gjordes av medlemmarna Taeyong, Doyoung, Jaehyun, Winwin, Lucas och Mark. Musikvideon för "Boss" utkom 18 februari. Två övriga NCT U-låtar fick också musikvideor: "Baby Don't Stop" av Taeyong och Ten, som utkom 26 februari, och "Yestoday" av Taeyong, Doyoung, Lucas och Mark, som utkom 1 april. Projektets album NCT 2018 Empathy släpptes 14 mars 2018. Musikvideon för "Black on Black" släpptes 18 april och samlade samtliga 18 medlemmar i ett gemensamt dansnummer.
13 december 2019 släpptes NCT U-singeln "Coming Home" av Taeil, Doyoung, Jaehyun och Haechan genom SM Station.
NCT 2020-projektet offentliggjordes i september 2020. NCT 2020 samlar samtliga NCT-medlemmar och introducerar de två nya medlemmarna Shotaro och Sungchan. Projektets album Resonance ges ut i två delar: NCT 2020 Resonance pt. 1 släpps 12 oktober och NCT 2020 Resonance pt. 2 släpps i november.

### NCT 127

#### 2016: Bakgrund och debut medNCT #127
Den 1 juli 2016 meddelade SM Entertainment att den andra undergruppen med namnet NCT 127, baserad i Seoul, skulle debutera med sju medlemmar från både Sydkorea, Japan och Kina den 7 juli 2016. Under dagarna fram till debuten avslöjades de sju medlemmarna en efter en genom teasers, med den nya medlemmen Haechan först ut. Detta följdes upp med den japanska medlemmen Yuta, Taeyong från NCT U, den kinesiska medlemmen Winwin, Jaehyun från NCT U, Mark från NCT U, och slutligen även Taeil från NCT U. Gruppen bestod därmed av tre nya medlemmar och fyra från NCT U.
Den 5 juli 2016 släpptes en videoteaser från musikvideon tillhörande gruppens debutsingel, och den 7 juli släpptes till slut hela musikvideon till låten med titeln "Fire Truck", som tillhör genren moombahton. Musikvideon som inom 24 timmar hade uppnått fler än en miljon visningar på Youtube, skapade viss kontrovers och debatt på internet då en del uppfattade att innehållet bestod av dolda sexistiska budskap, vilket andra hävdade vara nonsens. SM Entertainment gick därefter själva ut med ett meddelande för att klargöra meningen med videon. Gruppen gjorde samma dag som släppet sitt första framträdande med "Fire Truck" i musikprogrammet M! Countdown på Mnet, där de också framförde låten "Once Again" tagen från deras kommande debutalbum. De fortsatte att framträda med låten i Music Bank på KBS den 8 juli,  Show! Music Core på MBC den 9 juli, och Inkigayo på SBS den 10 juli. Den 10 juli 2016 släpptes även gruppens debutalbum, EP:n NCT #127.
29 juli utkom NCT 127:s koreanska version av Coca-Colas marknadsföringslåt "Taste the Feeling". Låten gavs ut genom SM Entertainments musikprojekt Station. 20 december 2016 släpptes musikvideon för "Switch" från NCT #127.

#### 2017:LimitlessochCherry Bomb
Gruppen fick två nya medlemmar inför utgivningen av EP:n Limitless: Doyoung som redan medverkat i NCT U och den nya medlemmen Johnny. 5 januari 2017 släpptes två musikvideor för singeln "Limitless", och gruppen gjorde sitt comebackframträdande med låten i M Countdown samma dag. EP:n släpptes 6 januari.
14 juni 2017 släppte NCT 127 sin tredje EP Cherry Bomb. Gruppen gjorde sitt första comebackframträdande i M Countdown 22 juni och vann sin första seger i ett musikprogram med titellåten "Cherry Bomb". Billboard och Idolator utnämnde senare "Cherry Bomb" till en av årets bästa k-poplåtar.

#### 2018: Japansk debut medChainoch marknadsföring i USA medRegular-Irregular
Singeln "Touch" utkom 13 mars 2018. Låtens lätta och romantiska ton skilde sig från den hiphopinfluerade musik som vanligtvis associerats med gruppen. "Touch" var gruppens bidrag till NCT 2018-projektets album Empathy, som utkom 14 mars. Låten gav NCT 127 en seger i musikprogrammet The Show 27 mars.
23 maj 2018 släpptes gruppens japanska debutalbum, EP:n Chain. Gruppen hade släppt en japansk version av singeln "Limitless" i november 2017, och albumets huvudsingel "Chain" blev gruppens andra japanska singel.
Gruppens första studioalbum Regular-Irregular släpptes 12 oktober 2018. Albumet introducerade även gruppens tionde medlem, Jungwoo. Albumet innehöll en engelskspråkig version av låten "Regular", som var gruppens första huvudsakligen engelskspråkiga låt och också den första låten från albumet som fick en musikvideo. Efteråt släpptes musikvideon till den koreanska versionen av låten. Gruppen marknadsförde även albumet i USA och gjorde sin amerikanska TV-debut i Jimmy Kimmel Live! 8 oktober, där de framförde "Regular" och "Cherry Bomb". Första framträdandet med "Regular" i ett av de sydkoreanska musikprogrammen ägde rum i Music Core 13 oktober. "Regular" gav gruppen totalt fyra segrar i musikprogrammen The Show, M Countdown och Music Bank. Billboard utsåg Regular-Irregular till ett av årets bästa k-popalbum.
23 november släpptes en nyutgåva av albumet med titeln Regulate och huvudsingeln "Simon Says". Winwin var upptagen med förberedelserna för WayV:s debut och deltog därför inte i marknadsföringen av albumet. 19 december 2018 meddelades dessutom att Haechan behövde vila på grund av en benfraktur, och han uteblev från gruppens aktiviteter fram till mars följande år.

#### 2019: Världsturné,AwakenochWe Are Superhuman
26 januari 2019 inledde NCT 127 sin världsturné Neo City - The Origin. 18 mars utkom den japanska singeln "Wakey-Wakey", från gruppens första japanska studioalbum Awaken som utkom 17 april. I april offentliggjordes även en överenskommelse mellan SM Entertainment och Capitol Music Group och Caroline för global distribution och marknadsföring av NCT 127.
14 maj 2019 släpptes en musikvideo för "Highway to Heaven" från gruppens följande EP We Are Superhuman. Albumet utkom 24 maj och innehöll huvudsingeln "Superhuman". Gruppen gjorde sitt debutframträdande med "Superhuman" i Good Morning America 18 april. "Superhuman" tog två segrar i musikprogram, i Music Bank 7 juni och Show Champion 12 juni. 18 juli släpptes albumets andra singel, som var en engelskspråkig version av "Highway to Heaven". Billboard utnämnde "Highway to Heaven" till en av årets bästa k-poplåtar medan Dazed valde "Superhuman" till en av årets bästa k-poplåtar.
Jungwoo tog en paus på grund av hälsoskäl, med början från augusti och fram till januari följande år. 3 november blev NCT 127 första k-popgruppen som framträdde på MTV Europe Music Awards.

#### 2020:Neo Zone
Gruppens andra studioalbum Neo Zone släpptes 6 mars 2020. En musikvideo för låten "Dreams Come True" från albumet gavs ut 27 januari, och musikvideon för huvudsingeln "Kick It" släpptes 5 mars. "Kick It" tog en seger i Music Bank 27 mars. Singeln remixades som en del av SM Entertainments remixprojekt iScreaM, och släpptes i tre versioner av Valentino Khan, Minimonster och Hitchhiker 8 maj.
En nyutgåva av Neo Zone med titeln Neo Zone: The Final Round släpptes 19 maj 2020, och två dagar senare passerade albumet, med original- och nyutgåva sammanräknat, milstolpen på en miljon sålda exemplar. Nyutgåvans singel "Punch" tog två segrar i musikprogrammet M Countdown  och en vardera i Music Bank och Music Core.

### NCT Dream

#### 2016: Debut med "Chewing Gum"
NCT Dream blev SM Entertainments tredje tillskott till NCT. Gruppen var ursprungligen avsedd för NCT:s yngsta medlemmar, med avsikten att "utexaminera" medlemmarna från NCT Dream när de blev äldre. De utexaminerade medlemmarna kunde fortsätta i andra NCT-undergrupper. Vid debuten innehöll gruppen sju tonåringar med en medelålder på 15 år, varav två redan hade medverkat i NCT: Mark i både NCT U och NCT 127, och Haechan i NCT 127. Nya medlemmar var Jeno, Jaemin och Jisung från Sydkorea och Chenle och Renjun från Kina. NCT Dreams debutsingel "Chewing Gum" släpptes 24 augusti 2016, och gruppen gjorde sitt debutframträdande i musikprogrammet M Countdown på Mnet 25 augusti 2016.

#### 2017–2019:The First, We Young, We Go Up, We Boom
NCT Dream släppte sitt första singelalbum The First 9 februari 2017. Jaemin medverkade inte på albumet på grund av hälsoproblem. Gruppens första framträdande med den nya singeln "My First and Last" ägde rum i M Countdown, där de också framförde låten "Dunk Shot". 14 februari kom NCT Dream på första plats i det hundrade avsnittet av The Show på SBS MTV, vilket var den första musikprogramsvinsten för någon NCT-undergrupp. "My First and Last" kom att ta totalt tre förstaplatser i The Show.
NCT Dream valdes till officiell ambassadör för 2017 års U20-världsmästerskap i fotboll, som spelades i Sydkorea. Gruppen släppte den officiella låten "Trigger the Fever" den 15 mars. 17 augusti släppte NCT Dream sin första EP-skiva We Young. Gruppen hade sitt första framträdande med titellåten "We Young" i M Countdown. I december 2017 släppte NCT Dream sin första jullåt "Joy".
NCT Dreams singel "Go" utkom 4 mars 2018, och låten fanns med på NCT:s gemensamma album NCT 2018 Empathy som utkom 14 mars. "Go" hade en rebellisk ton och avvek på så sätt från den ungdomliga och lättsamma musik gruppen vanligtvis gett ut. Singeln markerade också Jaemins återkomst till gruppen. NCT Dreams andra EP We Go Up släpptes 3 september. Musikvideon för titelspåret "We Go Up" släpptes 30 augusti, och gruppen höll sitt första framträdande med singeln i Music Bank 31 augusti. 28 december utkom singeln "Candle Light" genom SM Station. NCT Dreams äldsta medlem Mark blev den första att lämna gruppen 31 december 2018 eftersom han passerat gruppens övre åldersgräns.
6 juni 2019 släppte NCT Dream och HRVY singeln "Don't Need Your Love" som en del av SM Stations tredje säsong. NCT Dream offentliggjordes som global ambassadör för World Scout Foundation i juli 2019 och släppte låten "Fireflies" 15 juli. Intäkterna från "Fireflies" används för att stöda scouting-verksamhet i låginkomstländer. Gruppens tredje EP We Boom släpptes 26 juli 2019, och huvudsingeln "Boom" tog två segrar i The Show. I september inkluderades NCT Dream på Billboards "21 Under 21: Music's Next Generation"-lista för andra året i rad. NCT Dreams första solokonsertturné inleddes i Seoul 15 november 2019.

#### 2020: SamlingsalbumetThe Dreamoch konceptbyte efterReload
Det japanska samlingsalbumet The Dream släpptes 22 januari 2020 och innehöll sju av gruppens tidigare låtar.
EP-albumet Reload släpptes 29 april 2020. Inför utgivningen meddelade SM Entertainment att albumet skulle bli det sista under gruppens åldersbaserade koncept, varefter NCT Dream omvandlas till en fast grupp bestående av de sju ursprungliga medlemmarna inkluderande Mark. Gruppen kommer därefter att ge ut musik enligt ett format som liknar NCT U, med en friare sammansättning som ger medlemmarna möjlighet att arbeta med såväl egna projekt som med NCT Dream. Reload innehöll singeln "Ridin'", som tog en seger i Music Bank 8 maj och blev den första NCT-singeln som toppat realtidslistan på MelOn, Sydkoreas största digitala musiktjänst. NCT Dream placerade sig även etta på Billboards "Emerging Artists"-lista i början av maj.
"Ridin'" remixades i SM Entertainments iScreaM-projekt i juni. Låten gavs ut i två versioner av Will Not Fear och Imlay, tillsammans med en remix av "Boom" gjord av Minit.

### WayV
NCT:s fjärde undergrupp WayV är inriktad på Kina, vilket betyder att gruppen huvudsakligen gör musik på kinesiska. SM Entertainment introducerade först gruppen som NCT China den 13 augusti 2018, men meddelade 31 december att gruppen istället skulle debutera under namnet WayV i januari 2019. Gruppen ger ut musik under SM Entertainments Label V som är bolagets skivmärke för kinesiska grupper och artister. Gruppen har sju medlemmar, av vilka några redan debuterat i andra undergrupper inom NCT: Kun, Ten och Lucas hade alla redan medverkat i NCT U, Winwin hade medverkat i NCT U och NCT 127, och nya medlemmar var Xiaojun, Hendery och Yangyang.
WayV debuterade med singelalbumet The Vision 17 januari 2019. Albumet innehöll gruppens första singel som var en kinesisk version av NCT 127:s låt "Regular". Albumet innehöll även en kinesisk version av "Come Back", som NCT 127 ursprungligen gett ut på japanska, samt helt nya "Dream Launch". Musikvideon för "Regular" släpptes med singeln 17 januari och musikvideon för "Dream Launch" utkom 24 januari.
Gruppens första EP-album Take Off, med singeln "Take Off" utkom 9 maj 2019. Albumet innehöll även de tre låtarna som tidigare getts ut på The Vision. WayV släppte sitt andra EP-album Take Over the Moon 29 oktober 2019. De gjorde sitt första framträdande i ett av de sydkoreanska musikprogrammen i Show Champion 30 oktober med huvudsingeln "Moonwalk". En engelskspråkig version av "Love Talk" från samma album släpptes som singel 5 november 2019 och fanns även med på albumets nyutgåva Take Over the Moon – Sequel, som släpptes 13 mars 2020.
WayV släppte sitt första studioalbum Awaken the World 9 juni 2020. Albumet innehöll huvudsingeln "Turn Back Time", som även släpptes i en koreansk version 18 juni. Albumets andra singel, en engelskspråkig version av "Bad Alive", släpptes 29 juli.

## Medlemmar
| Artistnamn   | Artistnamn | Födelsedatum      | Födelseplats | Gruppdeltagande | Gruppdeltagande | Gruppdeltagande | Gruppdeltagande |
| Romanisering | Hangul     | Födelsedatum      | Födelseplats | NCT U           | NCT 127         | NCT DREAM       | WayV            |
| ------------ | ---------- | ----------------- | ------------ | --------------- | --------------- | --------------- | --------------- |
| Taeil        | 태일       | 14 juni 1994      | Sydkorea     | Ja              | Ja              | Nej             | Nej             |
| Johnny       | 쟈니       | 9 februari 1995   | USA          | Nej             | Ja              | Nej             | Nej             |
| Taeyong      | 태용       | 1 juli 1995       | Sydkorea     | Ja              | Ja              | Nej             | Nej             |
| Yuta         | 유타       | 26 oktober 1995   | Japan        | Nej             | Ja              | Nej             | Nej             |
| Kun          | 쿤         | 1 januari 1996    | Kina         | Ja              | Nej             | Nej             | Ja              |
| Doyoung      | 도영       | 1 februari 1996   | Sydkorea     | Ja              | Ja              | Nej             | Nej             |
| Ten          | 텐         | 27 februari 1996  | Thailand     | Ja              | Nej             | Nej             | Ja              |
| Jaehyun      | 재현       | 14 februari 1997  | Sydkorea     | Ja              | Ja              | Nej             | Nej             |
| WinWin       | 윈윈       | 28 oktober 1997   | Kina         | Ja              | Ja              | Nej             | Ja              |
| Jungwoo      | 정우       | 19 februari 1998  | Sydkorea     | Ja              | Ja              | Nej             | Nej             |
| Lucas        | 루카스     | 25 januari 1999   | Hong Kong    | Ja              | Nej             | Nej             | Ja              |
| Mark         | 마크       | 2 augusti 1999    | Kanada       | Ja              | Ja              | Ja              | Nej             |
| XiaoJun      | 소준       | 8 augusti 1999    | Kina         | Nej             | Nej             | Nej             | Ja              |
| Hendery      | 헨데리     | 28 september 1999 | Macau        | Nej             | Nej             | Nej             | Ja              |
| Renjun       | 런준       | 23 mars 2000      | Kina         | Nej             | Nej             | Ja              | Nej             |
| Jeno         | 제노       | 23 april 2000     | Sydkorea     | Nej             | Nej             | Ja              | Nej             |
| Haechan      | 해찬       | 6 juni 2000       | Sydkorea     | Ja              | Ja              | Ja              | Nej             |
| Jaemin       | 재민       | 13 augusti 2000   | Sydkorea     | Nej             | Nej             | Ja              | Nej             |
| YangYang     | 양양       | 10 oktober 2000   | Taiwan       | Nej             | Nej             | Nej             | Ja              |
| Shotaro      | 쇼타로     | 25 november 2000  | Japan        | Nej             | Nej             | Nej             | Nej             |
| Sungchan     | 성찬       | 13 september 2001 | Sydkorea     | Nej             | Nej             | Nej             | Nej             |
| Chenle       | 천러       | 22 november 2001  | Kina         | Nej             | Nej             | Ja              | Nej             |
| Jisung       | 지성       | 5 februari 2002   | Sydkorea     | Nej             | Nej             | Ja              | Nej             |

## Diskografi

### Album
| Albuminformation                                                                             | Topplacering          | Topplacering   | Topplacering        | Topplacering          |
| Albuminformation                                                                             | Sydkorea (Gaon Chart) | Japan (Oricon) | USA (Billboard 200) | USA (Billboard World) |
| -------------------------------------------------------------------------------------------- | --------------------- | -------------- | ------------------- | --------------------- |
| NCT 2018: Empathy (Studioalbum) - Släppt: 14 mars 2018                                       | 2                     | 10             | —                   | 5                     |
| NCT 127                                                                                      |                       |                |                     |                       |
| NCT #127 (EP-skiva) - Släppt: 10 juli 2016                                                   | 1                     | 40             | —                   | 2                     |
| Limitless (EP-skiva) - Släppt: 6 januari 2017                                                | 1                     | 13             | —                   | 1                     |
| Cherry Bomb (EP-skiva) - Släppt: 14 juni 2017                                                | 2                     | 22             | —                   | 2                     |
| Chain (EP-skiva) - Släppt: 23 maj 2018                                                       | —                     | 2              | —                   | 8                     |
| Regular-Irregular (Studioalbum) - Nyutgåva: Regulate - Släppt: 23 november 2018              | 1                     | 6              | 86                  | 2                     |
| Awaken (Studioalbum) - Släppt: 17 april 2019                                                 | —                     | 4              | —                   | 15                    |
| We Are Superhuman (EP-skiva) - Släppt: 24 maj 2019                                           | 1                     | 6              | 11                  | 1                     |
| Neo Zone (Studioalbum) - Nyutgåva: Neo Zone: The Final Round - Släppt: 19 maj 2020           | 1                     | 3              | 5                   | 1                     |
| NCT DREAM                                                                                    |                       |                |                     |                       |
| The First (Singelalbum) - Släppt: 9 februari 2017                                            | 1                     | —              | —                   | —                     |
| We Young (EP-skiva) - Släppt: 17 augusti 2017                                                | 2                     | 23             | —                   | 3                     |
| We Go Up (EP-skiva) - Släppt: 3 september 2018                                               | 1                     | 11             | —                   | 5                     |
| We Boom (EP-skiva) - Släppt: 26 juli 2019                                                    | 1                     | 16             | —                   | 7                     |
| The Dream (Samlingsalbum) - Släppt: 22 januari 2020                                          | —                     | 1              | —                   | —                     |
| Reload (EP-skiva) - Släppt: 29 april 2020                                                    | 1                     | 2              | —                   | 7                     |
| WayV                                                                                         |                       |                |                     |                       |
| The Vision (Singelalbum) - Släppt: 17 januari 2019                                           | —                     | —              | —                   | —                     |
| Take Off (EP-skiva) - Släppt: 9 maj 2019                                                     | —                     | —              | —                   | 7                     |
| Take Over the Moon (EP-skiva) - Nyutgåva: Take Over the Moon – Sequel - Släppt: 13 mars 2020 | 3                     | —              | —                   | 12                    |
| Awaken the World (Studioalbum) - Släppt: 9 juni 2020                                         | 3                     | 19             | —                   | 9                     |

### Singlar
| År        | Titel               | Topplacering          | Topplacering   | Topplacering          |
| År        | Titel               | Sydkorea (Gaon Chart) | Japan (Oricon) | USA (Billboard World) |
| NCT 2018  | NCT 2018            | NCT 2018              | NCT 2018       | NCT 2018              |
| --------- | ------------------- | --------------------- | -------------- | --------------------- |
| 2018      | "Black on Black"    | —                     | —              | —                     |
| NCT U     |                     |                       |                |                       |
| 2016      | "The 7th Sense"     | 111                   | —              | 2                     |
| 2016      | "Without You"       | 126                   | —              | 3                     |
| 2018      | "Boss"              | 97                    | —              | 3                     |
| 2018      | "Baby Don't Stop"   | —                     | —              | 2                     |
| NCT 127   |                     |                       |                |                       |
| 2016      | "Fire Truck"        | 103                   | —              | 2                     |
| 2017      | "Limitless"         | —                     | —              | 4                     |
| 2017      | "Cherry Bomb"       | 47                    | —              | 3                     |
| 2018      | "Touch"             | —                     | —              | 11                    |
| 2018      | "Chain"             | —                     | —              | —                     |
| 2018      | "Regular"           | 92                    | —              | 2                     |
| 2018      | "Simon Says"        | —                     | —              | 1                     |
| 2019      | "Wakey-Wakey"       | —                     | —              | —                     |
| 2019      | "Superhuman"        | 117                   | —              | 3                     |
| 2019      | "Highway to Heaven" | —                     | —              | 5                     |
| 2020      | "Kick It"           | 21                    | —              | 3                     |
| 2020      | "Punch"             | 5                     | —              | 5                     |
| NCT DREAM |                     |                       |                |                       |
| 2016      | "Chewing Gum"       | 144                   | —              | 2                     |
| 2017      | "My First and Last" | 89                    | —              | 11                    |
| 2017      | "We Young"          | —                     | —              | 11                    |
| 2018      | "Go"                | —                     | —              | 18                    |
| 2018      | "We Go Up"          | 73                    | —              | 11                    |
| 2019      | "Boom"              | 90                    | —              | 6                     |
| 2020      | "Ridin'"            | 17                    | —              | 18                    |
| WayV      |                     |                       |                |                       |
| 2019      | "Regular"           | —                     | —              | 3                     |
| 2019      | "Take Off"          | —                     | —              | 25                    |
| 2019      | "Moonwalk"          | —                     | —              | 23                    |
| 2019      | "Love Talk"         | —                     | —              | 3                     |
| 2020      | "Turn Back Time"    | —                     | —              | 12                    |
| 2020      | "Bad Alive"         | —                     | —              | 12                    |